# Dimas Ekky Pratama
Dimas Ekky Pratama (Depok, 26 de outubro de 1992) é um motociclista indonésio, que atualmente compete na Moto2 pela IDEMITSU Honda Team Asia.

## Carreira
Estreou no motociclismo em 2010, competindo na IRS Supersport, categoria 600cc - seu melhor resultado foi o vice-campeonato na temporada 2012
Sua primeira corrida na Moto2 foi em 2017, substituindo o espanhol Jorge Navarro na equipe Federal Oil Gresini Moto2, pilotando uma moto Kalex no GP da Malásia como wildcard. Ainda participou de outras 2 corridas em 2018, sem pontuar em ambas.
Para 2019, Dimas foi anunciado como novo piloto da equipe IDEMITSU Honda Team Asia, chefiada pelo ex-piloto japonês Tadayuki Okada, disputando sua primeira temporada como participante fixo da Moto2.

## Links
- Perfil em MotoGP.com
- Site oficial